# Liste der Kulturdenkmale in Neundorf (Plauen)

Lage des Ortsteils Neundorf in Plauen

In der Liste der Kulturdenkmale in Neundorf sind die Kulturdenkmale des Plauener Ortsteils Neundorf verzeichnet, die bis August 2019 vom Landesamt für Denkmalpflege Sachsen erfasst wurden (ohne archäologische Kulturdenkmale). Die Anmerkungen sind zu beachten.
Diese Aufzählung ist eine Teilmenge der Liste der Kulturdenkmale in Plauen.

## Liste der Kulturdenkmale in Neundorf
| Bild                                    | Bezeichnung | Lage                                             | Datierung                                                                                      | Beschreibung | ID       |
| --------------------------------------- | --- | ------------------------------------------------ | ---------------------------------------------------------------------------------------------- | --- | -------- |
|                                         | Denkmal für die Gefallenen des Ersten Weltkrieges | Am Anger (Karte)                                 | 1921                                                                                           | Ausführung durch Architekt Teuscher (Plauen); Obelisk aus Granit auf Sockel, mit ornamentalen Verzierungen und ovalen Schrifttafeln von Eichenlaubfries umgeben, auf den Schrifttafeln Texte: „Ihren Opfern des Weltkrieges 1914 bis 1918 zu ehrendem Gedächtnis/die Gemeinde Neundorf 1921“, hinter dem Obelisk Stele mit weiteren Schrifttafeln, darauf die Namen der gefallenen Soldaten der Gemeinde Neundorf. Weitere Tafel (seit 1995/96) mit den Namen der im Zweiten Weltkrieg gefallenen Soldaten aus Neuendorf und Inschrift: „Den Toten zum Gedenken, den Lebenden zur Mahnung! 2. Weltkrieg 1939-1945, 1945-1949“. | 09247082 |
| Direkt Bild zu diesem Denkmal hochladen | Pechpfanne | Am Anger (Karte)                                 | 19. Jahrhundert                                                                                | Von heimatgeschichtlicher Bedeutung | 09247081 |
|                                         | Grabmal für Opfer des Explosionsunglückes der Kartuschieranstalt am 19. Juli 1918 und Erbbegräbnis Familie Schneider und Eber | Badestraße (Karte)                               | 1918 (Grabmal); 1930 (Erbbegräbnis)                                                            | Denkmale von kulturhistorischer und regionalhistorischer Bedeutung. Erbbegräbnis Schneider: Wandstele mit Galvanoplastik (Christus auf der Rast). | 09247710 |
|                                         | Tagelöhnerhaus | Kobitzschwalder Straße 13 (Karte)                | Anfang 19. Jahrhundert                                                                         | Zum ehemaligen Rittergut Unterneundorf gehörendes Wohnhaus, Teil eines Doppelwohnhauses, sozialgeschichtlich von Bedeutung. Eingeschossiger Putzbau mit Satteldach, Hauseingang in der Mitte, vier Achsen, Türeinfassung Holz, die Haustür erneuert in den zwanziger/dreißiger Jahren des 20. Jahrhunderts, neben der Hauseingangstür Gedenktafel mit der Inschrift: „Hier wurde Schuldirektor Friedr. Krause am 26.06.1831 geboren, gestorben 01.07.1897“. | 09247076 |
|                                         | Tagelöhnerhaus | Kobitzschwalder Straße 15 (Karte)                | Anfang 19. Jahrhundert                                                                         | Teil eines Doppelwohnhauses, zur ursprünglichen Rittergutssiedlung Unterneundorf gehörendes Wohnhaus, sozialgeschichtlich von Bedeutung. Eingeschossiger katenartiger Bau mit hohem Krüppelwalmdach, Putz, in der Mitte des Doppelhauses Hauseingang mit hölzerner Türeinfassung, Haustür Rahmenfüllungstür mit kleinem sprossengeteiltem Oberlicht, ehemals Winterfenster. | 09247075 |
|                                         | Rittergut Unterneundorf: Keller und bauliche Reste des ehemaligen Herrenhauses, ehemaliges Inspektorenhaus (später Herrenhaus, heute Verwaltungsgebäude) und anschließendes Wirtschaftsgebäude (Nordflügel), Wohn- und Wirtschaftsgebäude (Südflügel) sowie ehemalige Bastion (hinter dem ehemaligen Herrenhaus) | Rittergut 3, 5, 7, 9, 11, 13, 15, 17, 19 (Karte) | Ab 1567 (Reste Herrenhaus); 16. Jahrhundert (Keller); Ende 19. Jahrhundert (Gutsverwalterhaus) | Baugeschichtlich wertvolle Bestandteile des ehemaligen Rittergutes. Die baulichen Reste des ehemaligen Herrenhauses entstanden vermutlich zwischen 1567 und 1575. 1576 urkundliche Erwähnung im Lehensbrief für Joachim (Hanns von Reibolds Sohn), Hanns von Reibold kam bei Brand im Schloss ums Leben, 1865 Brand des Rittergutes durch Blitzschlag, Schloss wurde nicht mehr in ursprünglicher Gestalt mit Ecktürmen aufgebaut, Reste dieses Schlosses blieben im Flachbau an der Südseite des Gutshofes erhalten, so drei tonnengewölbte Keller, im Erdgeschoss ein Spitzbogenportalgewände (Renaissance), Kreuzgratgewölbe, Ziegelfußboden (Ahrenwerk/Fischgrat-Muster), Fenster mit Korbbogenlaibung, Reste des aufgehenden Mauerwerkes, äußere Erscheinungsbild des an der Ostseite des Rittergutes befindlichen Gebäudes ohne Denkmalwert, denkmalwürdig sind nur die baulichen Reste des Schlosses. Zu den Resten des ehemaligen Schlosses zählen Fenstereinfassungen und Fußböden sowie zwei parallel liegende, tonnengewölbte Keller, ca. 17 m tief aus dem 16. Jahrhundert sowie Eiskeller. Das Wirtschaftsgebäude (Nordflügel) ist ein aus mehreren Teilen bestehender Baukomplex, an dessen Ostseite sich das ehemalige Inspektorenhaus befindet. Nach dem Brand des Schlosses wurde dieses Gebäude zum Wohnhaus des Gutsbesitzers umgestaltet (1865). An dieses Wohnhaus schließen Wirtschaftsgebäude mit Stallungen und Lagerräumen an. Dieses Gebäude wurde vermutlich nach dem Brand und durch ihre spätere Umnutzung überformt. Die Umfassungswände des Erdgeschosses und Obergeschosses blieben weitgehend erhalten, ebenso die Fensteröffnungen mit Korbbogenlaibung, wobei diese teilweise zugesetzt wurden. Im Inneren blieben wertvolle alte tonnengewölbte Keller sowie große zwei- bzw. dreischiffige Stallungen mit Kreuzgratgewölben mit Gurtbögen erhalten. Im Bereich der heutigen Fleischerei sind noch Reste des Türportals aus Granit (vermutlich Haupteingang des Inspektorenhauses bzw. späteren Herrenhauses) erhalten. Der Kopfbau an der Ostseite weist den besten Originalzustand auf. Der Gebäudekomplex an der Südseite ist überformt und zu Wohngebäuden umgenutzt. Baubestand aus dem 18. und 19. Jahrhundert. Umfassungswände Bruchstein- und Ziegelmauerwerk, im Keller böhmische Kappengewölbe, Kopfbau an der Ostseite mit einläufiger gewendelter Treppe mit Granitstufen, Eisentür auf dem Treppenabsatz, hohe schlichte Räume. An dieses Gebäude anschließend heute niedriger Zwischenbau mit Torbogen, In der Toreinfahrt blieben Kreuzgratgewölbe erhalten. Daran schließt ein weiteres Gebäude an, in dessen Erdgeschoss ebenfalls Kreuzgratgewölbe anzutreffen sind. Hierbei handelt es sich vermutlich um ehemalige Stallungen. | 09300095 |
|                                         | Wohnhaus in geschlossenerBebauung | Schneckengrüner Weg 5 (Karte)                    | Bezeichnet mit 1903                                                                            | Teil eines Doppelhauses, entworfen von Architekt Hermann Seidel; Spekulationsbau mit historisierender Fassade der Stadterweiterung, von baugeschichtlichem Wert. Zweigeschossiger sechsachsiger roter Klinkerbau auf Bruchsteinsockel, zweiachsiger Mittelrisalit mit Hauseingang und Kuppelfenster endet in Stufen/-Volutengiebel (hier „H.F.1903“), Fenster im Erdgeschoss segmentbogig, im Obergeschoss gerade verdacht. Helle Beton-Zierelemente (Gurtgesims, Fensterrahmungen, Traufgesims, Giebelzier), große Schleppgaupen. | 09247079 |
|                                         | Wohnhaus in halboffener Bebauung | Schneckengrüner Weg 7 (Karte)                    | Bezeichnet mit 1905                                                                            | Gestalterisch angeglichen an Gebäude Nr. 5. Historisierender Klinkerbau der Stadterweiterung, von baugeschichtlicher Bedeutung. Zweigeschossiger sechsachsiger roter Klinkerbau auf Bruchsteinsockel (Theumaer Schiefer), dominanter zweiachsiger Mittelrisalit endet in Dreiecksgiebel (hier „H.Sch.1905“), Fenster im Erdgeschoss segmentbogig, im Obergeschoss gerade verdacht. Helle Beton-Zierlelemente (Gurtgesims, Fensterrahmungen, Traufgesims, Giebelzier), große Schleppgaupen. | 09247080 |
| Weitere Bilder                          | Wasserturm | Treibe (Karte)                                   | 1940                                                                                           | 1940 errichtete man auf dem Wartberg in Neundorf, das bis 1999 eigenständige Gemeinde war, einen Wasserturm nach Plänen des Architekten Erwin Ölschlegel. Die Bauausführung lag in den Händen der Baufirma Heinrich Winter. Der rund 20 Meter hohe, gedrungene Rundturm war bis 1961 in Betrieb und dient seitdem nur noch als Aussichtsturm. Charakteristisch ist sein grüner Anstrich, den er aus Gründen der Tarnung vor Luftangriffen bereits zur Bauzeit während des Zweiten Weltkriegs bekam. Seit 2010 ist er oberhalb des Natursteinsockels zusätzlich mit einem großformatigen, umlaufenden Motiv gestaltet. Neben dem Sockel sind die Rahmungen des Eingangsportals und die der im ersten Obergeschoss umlaufend angeordneten Fenster in Naturstein ausgeführt und akzentuieren den sonst sehr schlichten Stahlbetonbau. Das fensterlose Behältergeschoss ist mit Hilfe eines hellen Gurtgesimses optisch vom unteren Teil des Turmes abgetrennt und wird durch zahlreiche Lisenen rhythmisiert. In elf Metern Höhe schließt der Turm als Aussichtsplattform mit filigranem Stabgeländer ab. Von dort aus ermöglicht ein schlankerer Turm den Aufstieg um weitere acht Meter auf eine zweite Aussichtsebene, die als polygonale, durchfensterte Laterne gestaltet ist und mit einem Kegeldach bekrönt ist. Der ehemalige Wasserturm ist als weithin sichtbare Landmarke von landschaftsprägendem Wert. Darüber hinaus hat er als Zeugnis für die Entwicklung der kommunalen Wasserversorgung einen technikhistorischen Wert. | 09247078 |
|                                         | Wohnhaus in offener Bebauung und Reste der Einfriedung | Zaderastraße 14 (Karte)                          | 1920                                                                                           | Entworfen 1920 von Architekt Hermann Bornemann für Paul Thielemann; charakterisches Wohnhaus im Schweizer Stil von baugeschichtlicher Bedeutung. Zweigeschossiger Bau mit dreigeschossiger Hangseite, im massiven Erdgeschoss verputzt, Obergeschoss Holz-Fachwerkkonstruktion mit Zierverbretterung, flach geneigtes Satteldach, Sparrenköpfe verziert, Pfettenköpfe sichtbar, Fensterläden mit ausgeschnittenen Herzen, sprossengeteilten Fenstern, teilweise Gitter, Balkonkästen aus der Erbauungszeit, Einfriedung und Zaunspfeiler, 1934 Geschossaufbau. | 09247083 |

## Tabellenlegende
- Bild: Bild des Kulturdenkmals, ggf. zusätzlich mit einem Link zu weiteren Fotos des Kulturdenkmals im Medienarchiv Wikimedia Commons. Wenn man auf das Kamerasymbol klickt, können Fotos zu Kulturdenkmalen aus dieser Liste hochgeladen werden:
- Bezeichnung: Denkmalgeschützte Objekte und ggf. Bauwerksname des Kulturdenkmals
- Lage: Straßenname und Hausnummer oder Flurstücknummer des Kulturdenkmals. Die Grundsortierung der Liste erfolgt nach dieser Adresse. Der Link (Karte) führt zu verschiedenen Kartendiensten mit der Position des Kulturdenkmals. Fehlt dieser Link, wurden die Koordinaten noch nicht eingetragen. Sind diese bekannt, können sie über ein Tool mit einer Kartenansicht einfach nachgetragen werden. In dieser Kartenansicht sind Kulturdenkmale ohne Koordinaten mit einem roten bzw. orangen Marker dargestellt und können durch Verschieben auf die richtige Position in der Karte mit Koordinaten versehen werden. Kulturdenkmale ohne Bild sind an einem blauen bzw. roten Marker erkennbar.
- Datierung: Baubeginn, Fertigstellung, Datum der Erstnennung oder grobe zeitliche Einordnung entsprechend des Eintrags in der sächsischen Denkmaldatenbank
- Beschreibung: Kurzcharakteristik des Kulturdenkmals entsprechend des Eintrags in der sächsischen Denkmaldatenbank, ggf. ergänzt durch die dort nur selten veröffentlichten Erfassungstexte oder zusätzliche Informationen
- ID: Vom Landesamt für Denkmalpflege Sachsen vergebene, das Kulturdenkmal eindeutig identifizierende Objekt-Nummer. Der Link führt zum PDF-Denkmaldokument des Landesamtes für Denkmalpflege Sachsen. Bei ehemaligen Kulturdenkmalen können die Objektnummern unbekannt sein und deshalb fehlen bzw. die Links von aus der Datenbank entfernten Objektnummern ins Leere führen. Ein ggf. vorhandenes Icon  führt zu den Angaben des Kulturdenkmals bei Wikidata.